# Tenth Avenue North
Tenth Avenue North is een christelijke Amerikaanse band uit West Palm Beach opgericht in 2000.
De groep won in 2009 de prijs voor beste nieuwe artiest van het jaar bij de Dove Awards. In 2010 volgde de prijs voor het beste lied van dat jaar, voor hun nummer 'By Your Side'.

## Discografie

### Albums
- Over and Underneath (2008)
- The Light Meets the Dark (2010)
- Inside and In Between (livealbum, 2011)
- The Struggle (2012)
- Cathedrals (2014)
- Followers (2016)
- Decade the Halls, Vol. 1 (2017)
- No Shame (2019)
- Unplugged for the People (2020)

## Trivia
- De naam van de band is afgeleid van een straat in de stad West Palm Beach.